# Gruppe S
El "Grupo S.", llamado así por el fundador Werner S., fue un presunto grupo terrorista de extrema derecha en Alemania que surgió en Internet en septiembre de 2019 y fue desarticulado en febrero de 2020, con el arresto de varios militantes. Se dice que estos se armaron en unos meses, realizaron prácticas de tiro y planearon asesinatos simultáneos de musulmanes en mezquitas, políticos prominentes y personas cercanas a movimientos antifascistas.

## Historia
Según el fiscal general del Tribunal Federal de Justicia en su comunicado oficial de prensa, se realizaron varias redadaes el 14 de febrero de 2020, fueron arrestados doce miembros de nacionalidad alemana, incluidos Werner S., Michael B., Thomas N. y Tony E, presentados como principales sospechosos, así como Thorsten W., Ulf R., Wolfgang W., Markus K., Frank H., Marcel W., Stefan K. y Steffen B. presentados como partidarios de una organización terrorista. Otro miembro del grupo había sido informante de la policía desde octubre de 2019 y no fue arrestado. En el chat de WhatsApp del grupo, había al menos a 15 personas, cinco de las cuales se describieron a sí mismas como "militantes de línea dura". Se dice que dos hombres más dejaron el grupo pronto. Se cree que el grupo puede haber sido conformado por casi 25 miembros.

### Principales Sospechosos
Werner S. de 53 años cuando fue arrestado y era conocido como "Teutonico" en la escena nacionalista. Los investigadores lo consideran el "jefe indiscutible" del grupo medianamente organizado y, por lo tanto, fue clasificado como una amenaza varios meses antes de su arresto. Era oriundo de Mickhausen en Landkreis Augsburg y se dice que coordinaba las reuniones del grupo.
Según una investigación de los medios de comunicación, tiene nueve condenas anteriores, por ejemplo, por fraude, chantaje, abuso de títulos y uso de un guante de nudillos en publixo durante una manifestación de derecha. En 2007, estaba en una lista interna de partes interesadas del Partido Alternativa para Alemania en su sede de Múnich, volviéndose a contactar con el partido en 2017, y mostró interés en el partido. Es un restaurador capacitado y solo se había mudado a Mickhausen unos años antes del arresto. Allí se dice que permaneció en gran parte pobre en contacto y desconocido. En Facebook se hacía llamar "Werner Schmidt". Muchos de sus alrededor de 200 amigos de Facebook compartieron símbolos del neonazismo. Uno era un funcionario de la AfD, otro funcionario administrativo en Börde, Sajonia-Anhalt. Se dice que hizo muchos contactos a través del grupo de chat "Freikorps Heimat". Incluso el nombre históricamente precargado expresó la intención de eliminar la democracia.
En las llamadas telefónicas y charlas monitoreadas, amenazó después de un discurso del presidente federal Frank-Walter Steinmeier: “Este traidor pagará”.
Michael B. de 48 años era un padre de familia de Kirchheim unter Teck y era conocido como atleta en la ciudad. Llevaba tres años dirigiendo un negocio de dos personas para pequeños pedidos en la industria del metal. Su socio comercial quedó completamente sorprendido por su arresto. No se sabe nada sobre las armas decomisadas por Michael B..
Thomas N. de Minden trabajó como alicatador. Había cubierto el automóvil de su empresa con una bandera del Imperio Alemán. En su perfil de Facebook consideró que el gobierno federal y el Movimiento de Ciudadanos del Reich están ilegalmente en el cargo, llamó Canciller Angela Merkel una "criatura criminal", advirtió contra los presuntos chemtrails, y sobre el movimiento Antifa escribió:“ Es hora de limpiar esta suciedad ".
Tony E. (39), oriundo de Luneburgo se había mudado a Wriedel en el distrito de Uelzen hace unos meses. Trabajó en obras de construcción en Dubái. En su vida privada coleccionaba armas para "defender Alemania". En su perfil de Facebook, reunía nombres y grupos populares entre los radicales de derecha alemanes, donde participaba de manera activa.

### Supuestos partidarios
Thorsten W. trabajó para la administración de policía en Hamm, (Renania del Norte-Westfalia), hasta febrero de 2020. En 2013 y 2014, trabajó en el área de "permisos de armas" en la sede de la policía y participó en la verificación de quién puede obtener una licencia de armas. Más recientemente, trabajó en el departamento de tráfico. En su tiempo libre, a menudo se vestía como un guerrero germánico y se hacía fotografiar con una espada y un escudo decorado con runas. En uno de sus perfiles en las redes sociales había numerosas imágenes de esvásticas y de la Schutzstaffel. Desde 2018 izaba una Reichskriegsflagge en su balcón, usaba marcas de ropa típicas de la escena de la derecha y había pegado la calcomanías con el eslogan "no arrojes prensa mentirosa" en supuerta. Era común que en sus redes sociales compartiera mensajes donde justificaba algunos atentados como el ocurrido en Christchurch en 2019. Estos comportamientos no tuvieron consecuencias disciplinarias en su trabajo.
Markus K. (35) de Minden, es un neonazi desde hace mucho tiempo que se dice que perteneció al equipo organizativo de varias manifestaciones de extrema derecha en Bad Nenndorf. Estuvo involucrado en un ataque de cientos de neonazis en una manifestación organizada por la Federación Sindical Alemana, el 1 de mayo de 2009 en Dortmund, al igual que Stephan Ernst, el presunto culpable principal delo de asesinato de Walter Lübcke.
Varios miembros tenían contactos con grupo extremista "Soldados de Odín" (SOO) Por ejemplo Steffen B., de Salzland, Sajonia-Anhalt mostró una foto de hombres patrullando vestidos con el logo del grupo en su perfil de Facebook. Él y Stefan K. se encontraban entre los líderes regionales de la organización vigilante "Vikings Security Germania". Según una investigación del MDR FernsehenSteffen B. y Stefan K. participaron en una marcha con antorcha neonazi en Magdeburgo en noviembre de 2018, en que el "Viking Security Germania" había sido llamado para dar "seguridad al evento".
Frank H. de Múnich se proclamó a sí mismo el "presidente" del grupo "Wodans Erben Germanien" que surgió en Baviera como una rama de "Soldados de Odin". En 2019, su grupo irrumpió en un alojamiento para solicitantes de asilo de Moosach, manifestado frente al Centro Judío de Múnich. marcharon con antorchas al Campo Zeppelín, y a otros edificios históricos relacionados al tercer reich en Núremberg.
Marcel W. del Distrito de Pfaffenhofen, operador de una empresa de pedidos por correo por Internet, también era miembro de "Wodans Erben" y se refería a sí mismo como "Sargento de armas", el responsable del orden y seguridad del grupo. Otros miembros estaban relacionados con la "Asociación Cultural Germano-Alemana", "Freikorps Heimatschutz", "Freikorps Deutschland" y grupos neonazis similares.
Marion G. una peluquera capacitada de un pequeño pueblo en Franconia, y se radicalizó después de leer una nota de investigación del periódico semanal Die Zeit, donde hablaba de la crisis de refugiados que sufre Alemania. Tenía 50 años en ese momento, no conocía a ningún refugiado, pero, según sus propias declaraciones, temía ataques contra ella y sus hijos y quería "volver a estar callada". Desde el verano de 2018 organizó manifestaciones de los chalecos amarillos en Núremberg.
Jürgen K. se registró por primera vez en un chat en el grupo S. a finales de julio de 2019 y se presentó como un nativo de Brandeburgo que había estado viviendo en Polonia durante más de doce años. Trabaja allí como electricista industrial y se sienta como miembro no partidario del consejo local. Envió una foto para mostrar los explosivos plásticos que almacenaba, poco después, compartió una fotografía de sí mismo con un subfusil Skorpion vz. 61. Desde noviembre de 2019 escribió cada vez menos en los grupos de chat y ya no participó en la reunión de finales de 2019, donde el grupo planificó ataques simultáneos en seis mezquitas y compra de armas en la República Checa.
Otro supuesto miembro de Coblenza fue arrestado después de haber publicado en la Plataforma rusa vk.com, los musulmanes deberían ser eliminados del mundo: "Es hora de que la gente, de lo contrario, somos historia".
El informante que había ayudado a la policía había pasado más de 20 años en varias cárceles, clínicas psiquiátricas e instituciones penales, entre otras cosas, por robo y apresamiento de un policía, y fue señalado como violento. Fue puesto en libertad en la primavera de 2017. Según su propia información, en el verano de 2019 se puso en contacto con un grupo de chat extremistas, que buscaba "patriotas que estuvieran dispuestos a luchar y que estuvieran decididos a hacer todo". Después de unas semanas, la radicalización de Werner S. lo asusto, por lo que se puso en contacto con las autoridades de seguridad e informó sobre los planes terroristas.

### Reclutamiento en Internet
Desde otoño de 2018, Marion G. creaba grupos privados en Facebook para “camaradas que no solo querían charlar”. A partir de enero de 2019 fundó el grupo de chat “Der harte Kern” y otros grupos de chat en el servicio de mensajería como Telegram, donde fue conociendo y agregando a más extremistas al paso de los meses. En estos grupos de chat y por teléfono, Werner S. buscaba hombres que estuvieran dispuestos a realizar ataques directos. El perfil que buscaba Werner en los aspirantes eran que debian ser "inteligente, duro, brutal, rápido, enérgico" y confiar en usted mismo para "hacer algo más que participar en manifestaciones". Werner reclutó a sus miembros en entornos muy diferentes, en grupos de Facebook, Twitter, Telegram, grupos de autodefensa, clubes de rock y colectivos neonazios que estaban unidos por su odio a los extranjeros, refugiados y musulmanes. En el grupo mostraron en las llamadas telefónicas y charlas interceptadas una mezcla de burguesía imperial, Mitología germana y xenofobia. Además el grupo no descartaba el uso de ataques suicidas, según los hallazgos de los investigadores inicialmente planeado utilizar el reclutamiento en línea para construir un "ejército clandestino" inspirado en las "Freikorps" durante la República de Weimar.
En sus charlas, se dice que el grupo también compartió fotografías de armas que ellos mismos fabricaron, además de compartir sus fantasías de violencia Varios de los miembros participantes eran "Preppers y habían empezando a juntar víveres y armas, Si bien Marion tenía una relación particularmente cercana con Werner S., nunca intercambiaban puntos de vista con él u otros miembros del chat sobre armas y amenazas de ataques. La detención de Werner S. la sorprendió, por lo que ella borró sus chats del teléfono móvil después de enterarse.

## Primeros Encuentros

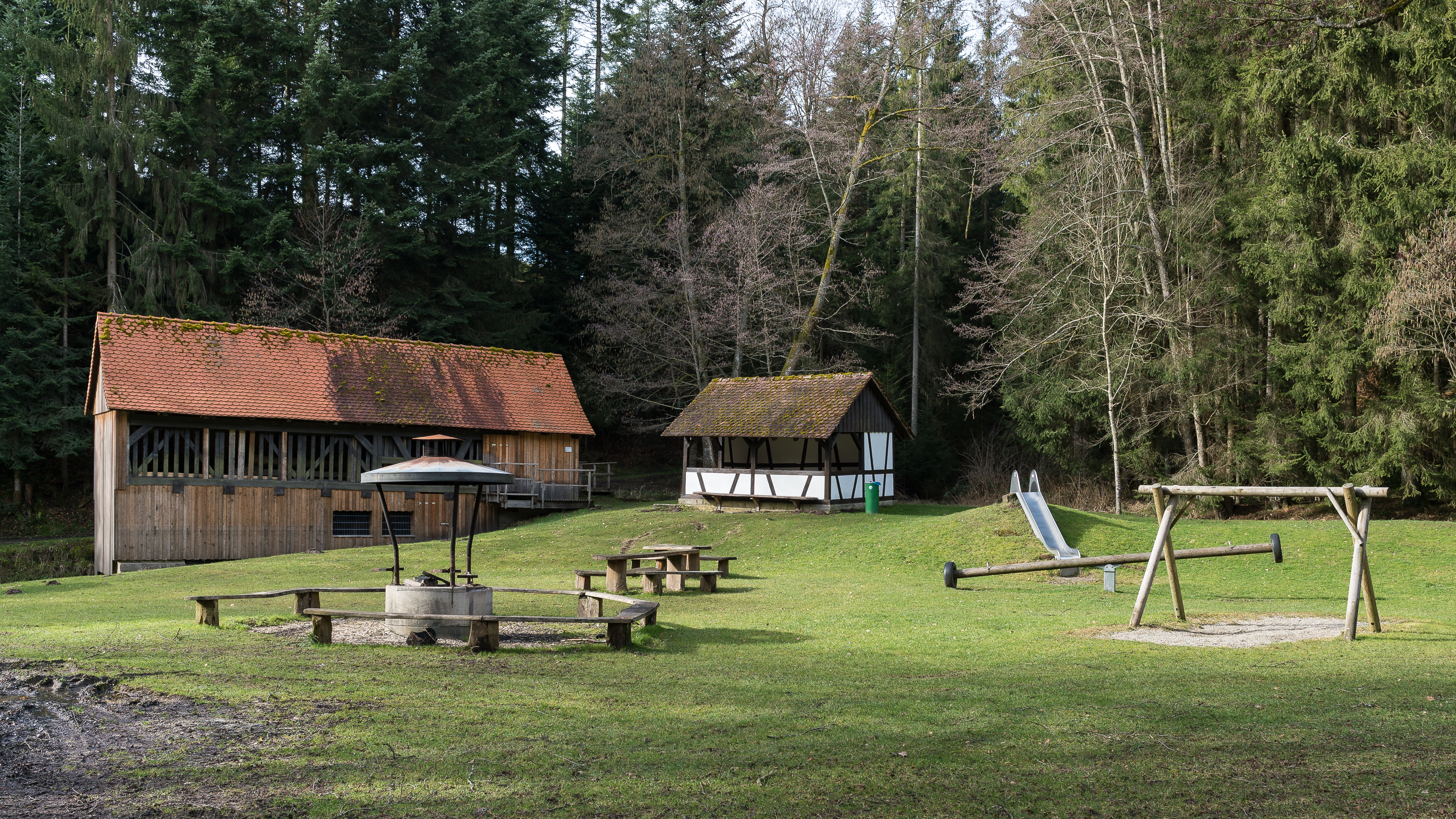
Campo de entrenamiento cerca de Alfdorf. Lugar de la segunda reunión del grupo.

En septiembre de 2019, Marion G. organizó una primera reunión para los miembros de sus grupos de chat en Heilbronn participaron 17 hombres y mujeres. Algunos trajeron equipo de preparación, otros sus hijos, algunos vestían camuflaje, uno llevaba una pistolera. Lanzaron hachas a árboles o practicaron tiro con arco, pero según Marion G. aún no han hablado de ataques. Según investigaciones posteriores, se dice que allí se discutieron ataques en Alemania y Francia para provocar el derrocamiento del gobierno. Se propuso dividir al grupo en un brazo político y uno militar siguiendo las líneas del IRA en Irlanda del Norte.
El 28 de septiembre de 2019, los extremistas reclutados por Werner S. se reunieron en una carne asada en el aserradero Hummelgautsche en Alfdorf. Según SWR, participaron 15 hombres y una mujer (Marion G.). Entre ellos se encontraban siete supuestos preppers y activistas de derecha del este de Baden-Württemberg que se prepararon para posibles desastres y llevaron a cabo entrenamiento de supervivencia en su tiempo libre, sin mencionar planes de ataque hasta ese momento. Algunos miembros participaron en protestas en Hamburgo y cerca del Edificio del Reichstag, donde esperaban a reclutar a más miembros. A principios de enero de 2020 Werner S. preguntó en los chats de telegram si había miembros "dispuestos a actuar"

### Inicio de la Conspiración
Más de diez miembros y simpatizantes del grupo se reunieron en Minden el 7 y 8 de febrero de 2020. Las autoridades de seguridad observaron la reunión con suma atención. Werner S. escribió a los participantes de antemano que querían discutir la "guerra". Aquellos que no pueden hacer frente a eso no tienen nada que hacer allí. Unos días después, en una llamada telefónica interceptada, se dice que algunos miembros del grupo que hablaron de "comandos" que se suponía que atacarían hasta en "diez estados".
En este punto se crearon "listas de enemigos" conformados por activistas pro migrantes, pro LGBT, antifas, entre varios más. También se acordó que cada miembro del grupo debería pagar 5000 euros a un fondo grupal para comprar armas. Se dice que Wolfgang W. se ofreció a adquirir chalecos antibalas a través de sus contactos en la Bundeswehr. Se dice que el militante Frank H. declaró que conocía dos rutas a través de República Checa que no estaban vigiladas por la policía y que podían conseguir armas de fuego allí. Antes de las detenciones el grupo discutía que algunas mezquitas iban a ser atacadas con granadas de mano y armas largas a principios de marzo de 2020.

## Proceso de Investigación
A principios de otoño de 2019, el informante advirtió a la Oficina Federal para la Protección de la Constitución (BfV) por correo electrónico sobre un grupo que estaba planeando un ataque. Cuando no hubo respuesta, se dirigió a las comisarías de policía de tres estados federales después de seis semanas. Finalmente, la Oficina Estatal de Policía Criminal de Baden-Württemberg (LKA) se puso en contacto con él y le dio un contacto personal. Continuamente le informaba sobre fantasías violentas, conspiraciones, planes y cualquier novedad por parte del grupo. Si bien se venía observando a algunos miembros desde tiempo atrás, se confirmó la sospecha de ataques de planificación de ataques terroristas. En febrero de 2020 se amplió la observación a ocho miembros, considerados los más peligrosos del grupo.
El informante permaneció con el grupo hasta febrero de 2020. Al principio las autoridades dudaban de la veracidad de las denuncias del sujeto, pero los investigadores consideraron que su información era creíble y le ofrecieron protección, pero también le dijeron que la Fiscalía Federal tuvo su Primera verificación de declaraciones extensas antes de que se considere una mitigación de la sentencia. En febrero de 2020, el contacto de los investigadores con el informante se perdió durante varios días, por lo que la LKA temió por su seguridad y temió actos espontáneos por parte del grupo. El fiscal federal decidió entonces hacer una redada a sus miembros en todo el país.

### Arrestos y Hallazgo de armas
El 14 de febrero de 2020, el fiscal general hizo registrar apartamentos y otras habitaciones en 13 ubicaciones en Baden-Württemberg, Baviera, Baja Sajonia , Renania del Norte-Westfalia, Renania-Palatinado y Sajonia-Anhalt. La policía encontró depósitos con suministros y armas, así como material para artefactos explosivos no convencionales y artefactos incendiarios. Las autoridades encontraron diversas armas de fuego que iban desde escopetas hechizas, y pistolas 9mm con munición, hasta ballestas, revólveres, rifles, objetos punzocortantes y granadas caseras. La policía encontró un bote de cinco litros con peróxido de hidrógeno y 25 kilogramos de fertilizante en la casa del sospechoso "Tony E".  Los investigadores comprobaron si podía utilizarse para fabricar explosivos. También confiscaron 18 teléfonos móviles durante las redadas. Después de las conversaciones interceptadas y los resultados de la investigación adicional, todo el grupo quería equiparse con escopetas de gran calibre (pistolas de impacto). El antisemita Stephan Balliet también utilizó un modelo de fabricación propia en el ataque en Halle en 2019.
Como resultado de la inesperada gran cantidad de armas encontradas, la Fiscalía Federal hizo arrestar en el lugar a doce de los 13 acusados y presentó solicitudes de orden de arresto ante la Corte Federal de Justicia (BGH). Tres jueces de instrucción hicieron comparecer individualmente a los doce hombres el mismo día y emitieron órdenes de aprehensión. Los doce fueron detenidos. Werner S., Michael B., Thomas N. y Tony E. clasifican a los investigadores como los presuntos autores principales, ya los otros ocho miembros como presuntos partidarios de la célula terrorista. Según la orden de detención, los principales sospechosos planearon ataques contra políticos, solicitantes de asilo y musulmanes con el fin de "sacudir y finalmente superar" el orden estatal y social de la República Federal. El fiscal general los acusa de formar una organización terrorista.
En abril de 2021, el presidente de la Oficina de Policía Criminal del Estado de Baden-Württemberg, Ralf Michelfelder, confirmó que el grupo había encontrado un arsenal muy grande y declaró: "Si los acusados hubieran podido llevar a cabo sus actos terroristas planeados, habríamos tenía una máquina de matar brutal y enorme en funcionamiento "

### Investigaciones posteriores
El 16 de septiembre de 2020, un tribunal prohibió a un miembro del Grupo S oriundo de  Minden poseer armas sin licencia, como pistolas de gas. La batalla legal había durado años antes de que arrestaran al sujeto. Las autoridades investigaron si el grupo tenía vínculos con policías  o militares. Los investigadores evaluaron los planes de ataque del grupo como no muy específicos, por ejemplo, aún no se habían determinado los objetivos. La declaración de Werner S. de que si era necesario podrían activarse miles de combatientes armados, la vieron como una mera jactancia. Los abogados del acusado sospechan que el informante sugiere ataques a mezquitas.
Sin embargo, a fines de febrero, un partidario del grupo encarcelado declaró que se suponía que la reunión había iniciado un ataque terrorista. Werner S. lo proclamó como el preludio del inicio y determinó a quién se le permitió participar. Todos los participantes deberían haber confesado que también cometerían atentados en mezquitas y habrían dado 5000 euros por persona para comprar armas. Según Der Spiegel, inicialmente afirmó que la reunión en Minden fue para buscar lugares de refugio para un "día X". Las armas solo se querían para proteger contra clanes extranjeros. Cuando los investigadores le preguntaron, luego admitió: También se habían discutido los ataques a mezquitas, incluso con armas de fuego e incendios premeditados, para que los musulmanes abandonaran Alemania. Sin embargo, él mismo no quería tener nada que ver con la violencia letal. Los investigadores de la policía de Bockum-Hövel investigaron si uno de los detenidos el cual era oficial de policía podía haberse apoderado de las metralletas y municiones almacenadas allí en la bóveda y si estaban debidamente resguardadas.
Se dice que los investigadores tienen pruebas de que más de 1000 extremistas violentos de derecha en Alemania y sus alrededores estarían dispuestos a participar en una lucha armada. El 1 de abril de 2020, investigadores del Grupo S. registraron cinco apartamentos de partidarios de la "Bruderschaft Deutschland" (Hermandad de Alemania) de extrema derecha en busca de armas ilegales. Entre ellos se encontraba el apartamento de Ralf Nieland, el líder de la hermandad, en Düsseldorf-Holthausen. Según declaraciones de testigos, estuvo en estrecho contacto con el Grupo S., posó en fotografías con Tony E. y admitió dos contactos con él, pero se distanció de los planes terroristas. Tony E., por su parte, lució camisetas de la “Sección Sur” de la Hermandad.
El 13 de mayo de 2020, la Fiscalía Federal y LKA Baden-Württemberg hicieron registrar un bosque en Porta Westfalica. Según informes locales, los caminantes en el bosque cerca de Kleinenbremen habían descubierto previamente un depósito de alimentos que los investigadores asignaron al grupo S. Uno de los hombres arrestados en febrero de 2020 proviene de Kleinenbremen. Según la fiscalía de Dortmund, uno de los doce sospechosos arrestados, Ulf R., de 46 años del distrito de Minden-Lübbecke, fue encontrado muerto el 15 de julio de 2020 en su celda solitaria del centro penitenciario de Dortmund. Se inició una investigación de la muerte y se ordenó una autopsia. El 9 de octubre de 2020, la policía polaca arrestó a Jürgen K. allí después de que los investigadores alemanes les informaran. En su casa se encontró un arsenal con 1,2 kilos de TNT, una granada de gas lacrimógeno, un detonador, municiones y balas semicubiertas, que están prohibidas internacionalmente como armas de guerra.
En febrero de 2021, el fiscal de Augsburgo abrió otra investigación contra Werner S. por intento de conspiración de asesinato, cuando estaba bajo custodia en Augsburgo a fines de 2020. Se dice que WerneS. le preguntó sobre un asesino a sueldo, le ofreció un salario de 50.000 euros por matar al testigo principal y mencionó formas específicas y personas fuera de la custodia a través de las cuales el asesino a sueldo podía averiguar sobre el estilo de vida de la víctima y recibir el salario. Después de estar inicialmente listo para dar testimonio, el hombre de la mafia ya no habló con los investigadores. El Fiscal Federal dejó la investigación en curso a la fiscalía de Augsburgo. El 6 de mayo de 2021 (después de que comenzara el proceso penal), los investigadores registraron las casas de una mujer de 56 años del distrito de Unterallgäu y tres hombres en Baden-Württemberg, Baja Sajonia y Turingia. Los cuatro habían pertenecido al grupo de chat “Der harte Kern” desde septiembre de 2019, se conocieron alrededor de noviembre de 2019 en Heilbronn y tenían conexiones ideológicas y personales con el Gruppe S. Se dice que han hablado de la planificación de ataques en sus charlas. Por lo tanto, también están en investigación bajo delitos de  terrorismo, pero no fueron detenidos durante el allanamiento.